# 罗森海姆车站
罗森海姆车站（德語：Bahnhof Rosenheim）是德国巴伐利亚东南部城市罗森海姆的中央客运站。并以日均约20000人次的旅客到发量而成为巴伐利亚州第七大铁路客运站。作为一个铁路枢纽，该站将通往霍尔茨基兴、库夫施泰因、米尔多夫、慕尼黑和萨尔茨堡的铁路线相互连接在了一起。而1982年建成的罗森海姆曲线则允许在萨尔茨堡至因斯布鲁克间通行的奥地利列车绕开车站。
罗森海姆车站于1857年10月31日落成，至19世纪70年代便已极显局促，不得不在1876年4月19日向西迁移。此后，车站迅速发展成为通往奥地利和意大利的国际交通枢纽。车站毗邻罗森海姆市中心，可直达内城。它被德国铁路归类为二等站，每天约有150班区域和长途列车在此提供服务。

## 方位
罗森海姆车站位于罗森海姆市中心的南部。车站大楼面对城市的一侧是南蒂罗尔广场，另一侧则是柳特波德街。车站用地向北在慕尼黑街和铸造坊街的交界处终止。在西部，有慕尼黑街横跨轨道设施。南部是克莱珀街，那里设有停车场和小型园圃。在东部，则是铁路用地横跨库夫施泰因街。然而，在德国铁路的地产表述中（408号集团方针），车站的面积则要广泛得多。罗森海姆南和罗森海姆东分支点都被纳入该运营处所。

## 历史

### 旧罗森海姆车站

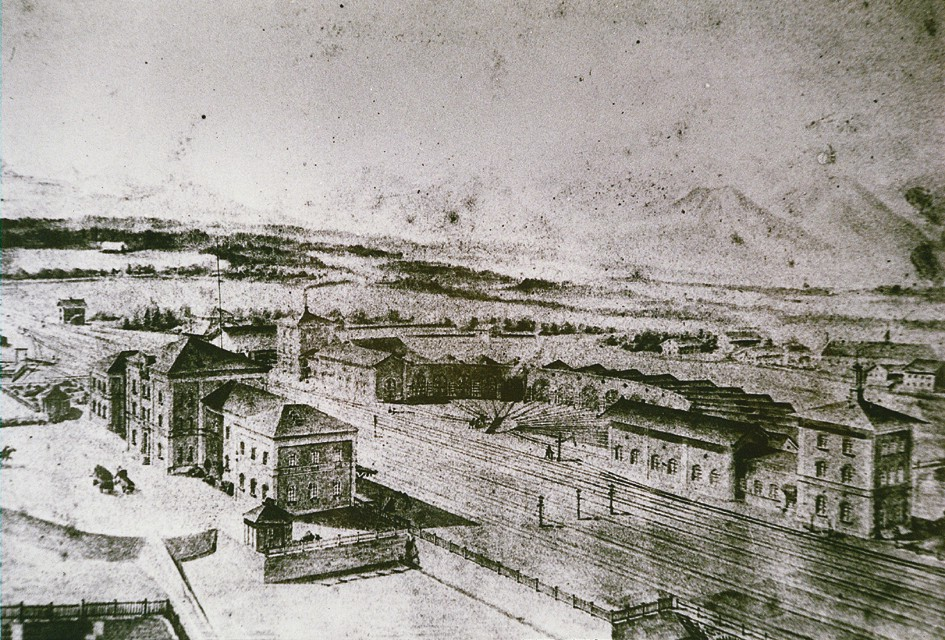
旧罗森海姆车站的素描画

车站的首个前期规划是1849年由巴伐利亚铁路建设委员会设想在海利格布鲁特的南部一处设施建站，因为该用地可以便宜的价格购入。然而至1850年，市政府对选址提出异议，鉴于在海利格布鲁特无法满足轮船和铁路之间的货物转运，从而难以实现其对扭转该市固有经济劣势的期待。为此，当约瑟夫·安东·冯·玛菲于1850年申请了从帕绍至罗森海姆的内河航线特许经营权后，便主张在因河沿岸另觅一处建站地点。1851年，巴伐利亚与奥地利缔结国家条约，将由巴伐利亚负责修建曼格法尔河谷铁路以及通往库夫施泰因和萨尔茨堡的铁路，但建设方与市政府仍未达成一致。自玛菲与慕尼黑-萨尔茨堡铁路协会（München-Salzburger-Eisenbahn-Verein）推动铁路建设以来，因河附近建站方案的规划进展甚微。1852年，铁路建设权被移交至国家，因此规划了两种方案，以便各方在接下来的几年中达成协议。事实上，不同的方案距离罗森海姆的地方中心同样很远。靠近因河方案的最大缺点是会导致罗森海姆－库夫施泰因铁路的长度拉大。与此同时，南部的方案则靠近王家盐场，从那里可以轻易与车站相连。
1854年4月7日，巴伐利亚国王马克西米利安二世宣布支持南部方案，结束了争议。作为补偿，从罗森海姆集市将铺设一条通往车站的道路。盐场将拨出10000古尔登用于道路建设。由于计划直至1857年5月才获得批准，但当地亟需一个临时车站来迎接曼格法尔河谷铁路的开通。因此在实际车站往慕尼黑方向数百米远的罗萨克（Roßacker）,一座木制的简易车站于10月31日投入运营，设有7条轨道。1858年8月5日，通往库夫施泰因的铁路通车，至11月13日，临时车站因实际车站投入运营而关闭。
罗森海姆车站此时设有六条直通轨道、一个带运转车间的移车台，以及北侧带18个机位的扇形机车库。在车站大楼的东南侧，则有一个配备了装卸轨道、端部装卸台、侧式装卸台以及货棚的地方货场。车站大楼由建筑师爱德华多·吕贝尔设计，具有意大利别墅的风格元素，是一座三层砖砌建筑，并带有两个侧翼。站房的底层设有站务室和候车室，上层则为铁路职工的服务性寓所。车站大楼的轨道一侧建有顶篷，而其余站台均不设顶篷。从车站可沿一条名为“盐轨”（Salzspur）的专用线通往王家盐场；从因河也同样有一条专用线与车站相连。1867年，车站的旅客到发量为100000人次，同年还转运了约40000吨货物。
随着布伦纳铁路通车，车站的运输量持续增加，巴伐利亚王家政府遂要求进行结构性扩建。车站大楼获得了300000古尔登用于侧楼加盖，车站南部的轨道设施也得到扩容。另一个扇形机车库则跟随于1869年面世，但由于车站范围内已无空间，它被建在萨尔茨堡方向和库夫施泰因方向的铁路岔道之间。然后，对于规划中的铁路线，这些措施仍然不够。高昂的地产购置成本以及周边的河流阻碍了车站的扩建。铁路局决定在旧设施的西侧设立新址——其费用仅比旧站翻修贵90000古尔登。1871年，慕尼黑－格拉芬－罗森海姆铁路通车，导致车站的年货物处理量激增至80000吨。经济增长不应受到阻碍，因此车站的改造工程必须立即启动。1872年4月28日，国家拨出了800000古尔登用于迁址。由于车站的搬迁似乎更为重要，其余的490000古尔登被用于通往米尔多夫的铁路。新建车站的工程于1873年4月启动。1876年4月18日至19日夜间，车站被移到了如今的位置。在完成轨道拆除后，带有车站大楼的旧车站用地于1878年售予罗森海姆市。以前的车站大楼如今被用作市政厅，而机车库则成为了展览中心。旧站房与旧车库自1983年起均被列为文物保护建筑。

### 新罗森海姆车站

#### 竣工和1885年后的改造

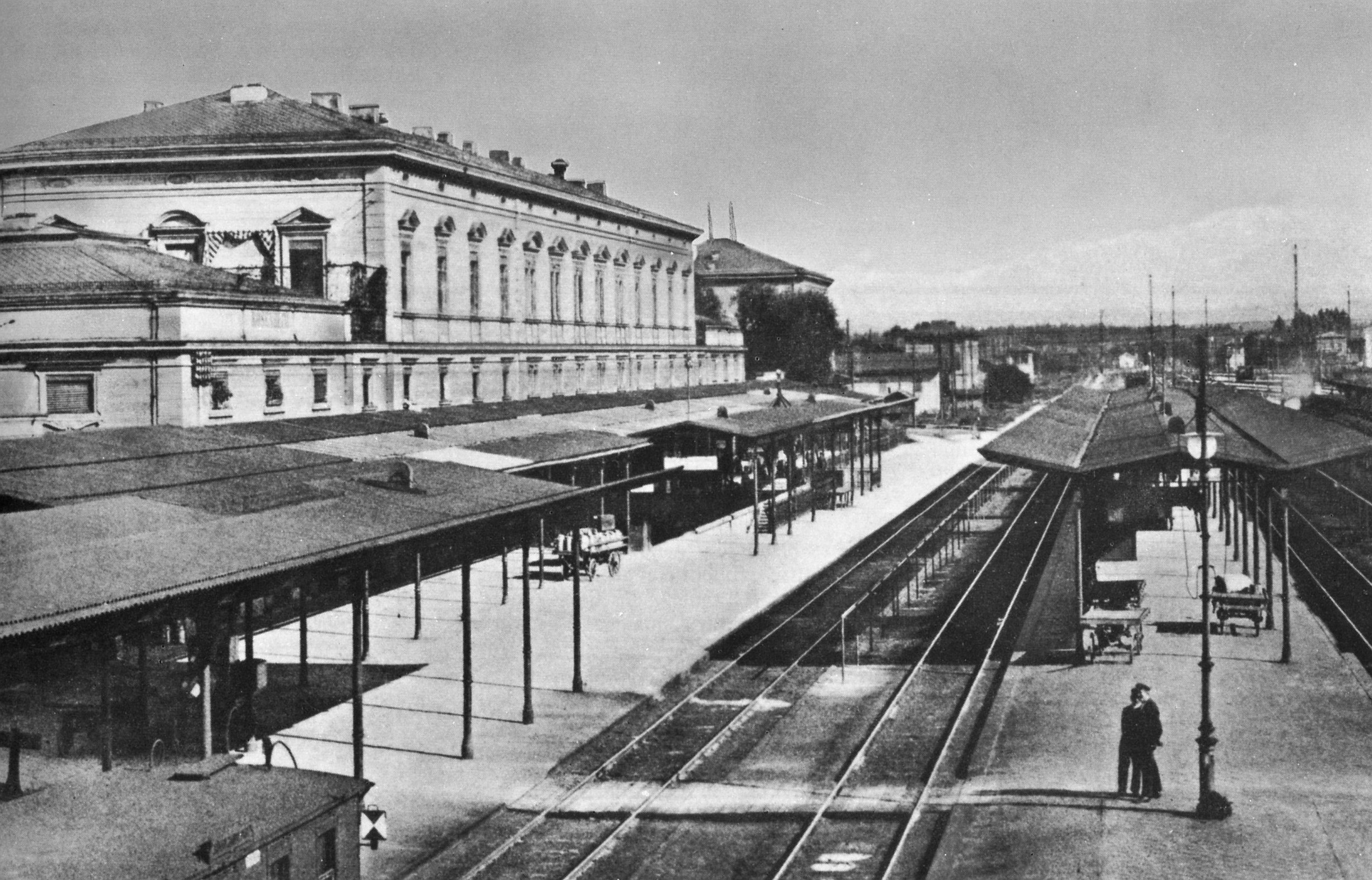
1905年的车站月台

建筑师雅各布·格拉夫为新的车站大楼塑造了几乎全为新古典主义显现的新文艺复兴建筑——同时代的许多巴伐利亚车站都采用了这种设计。它由一座中心建筑和两座面向城市的侧翼建筑所组成。建筑的底层设有办票柜台、站务室、王室专用厅以及各等级别（一等、二等、三等车厢）候车室。车站大楼的侧面是两翼的副楼。车站在四座带顶篷的站台边上共铺设有七条连贯性轨道。它还可能是继奥格斯堡火车总站之后，巴伐利亚首批带有站台地下道的车站之一。车站的东侧建有一个带移车台的车辆段；既有的货场也增设了一个装卸厅和一个装卸台。1876年5月1日，另一条通往米尔多夫的干线铁路开通。两座分别可容纳26台和28台机车的机车库也相继开建。但由于它们直至1876年秋季才竣工，在此之前只能一直使用旧的机车棚。
在随后的时期，货运量稳定增长：1876年共装载了86000吨货物，至1888年则达到124000吨。自1885年起，车站用地内兴起了大量建筑物；1889年又对轨道设施进行了改造。1890年，车站大楼的侧翼副楼被拆除，并由新的附属设施所取代。近车站大楼处还于1890至1891年间搭建了一座人行天桥（克莱珀天桥），造价为20000金马克。1890年起，随着慕尼黑至罗森海姆（1894年）、罗森海姆至萨尔茨堡（1895年）以及至基弗斯费尔登（1894年）之间的铁路进行复线改造，车站开始了集中控制的建设工程；这意味着，扳动转辙器的摇杆以及机械信号所的信号都需要进行广泛重设。车站于1892年斥资3334金马克搭建了一个用于贮存车辆设备物资的简易车棚，1894年则为罗森海姆铁路局建成了一座新大楼。1900年，车站的日均列车到发量约为100班次；同年的货运量则总计为242000吨。
自1900年春季起，车站便通过马拉巴士与罗森海姆内城建立了新的连接。由两匹马拉动的车辆会在车站－马克斯·约瑟夫斯广场－因河大桥－车站间的环线行驶。整条线路的票价为15芬尼，分段乘车则为10芬尼起。后来，马拉巴士不得不让位于其它交通工具，例如汽车和公共汽车。
1901年，车站对站台和轨道设施的照明完成电气化改造。同年，罗森海姆车辆段的转车台得到翻新。由于在罗森海姆车站始发和终到的列车数量不断增加，当局又于1904年至1905年间斥资19845金马克增建了一个新的车厢清洗大厅。1905年5月1日，随着四个新的信号所投入使用，车站的集中控制工程宣告完结。为了给铁路机车提供足够的停放空间，东侧的机车棚从1905年至1906年间得到扩建。1913年，一个给水净化所（Speisewasser-Reinigungsanstalt）在车站设立，耗费21868金马克。车辆段的净水系统也随后于1914年落成，建设成本为18139金马克。

#### 第一次和第二次世界大战
第一次世界大战期间，罗森海姆车站负担了大量的军事运输。为此，自1915年10月起，在罗森海姆至科尔伯莫尔之间建造了一座设有17条轨道的货运站，这就是所谓的“整顿设施”。此外，还建造了供军人使用的车棚和寮屋兵营。这些设施为从前线返回的部队提供医疗和卫生服务，并负责整编和接编许多部队运输。1916年秋天，为了援助奥地利军队，整顿设施还从奥利地铁路接收了12台全新的机车。货运站于1921年拆除，仅保留3条轨道。所拆除的轨道被重新用作建设慕尼黑东编组站。
1927年和1928年，慕尼黑－萨尔茨堡铁路和罗森海姆－库夫施泰因铁路相继实现电气化；自此，同样也有电力机车配属至罗森海姆车辆段。第二次世界大战期间，罗森海姆车站再度迎来大量的部队运输。整顿设施沿科尔伯莫尔方向进行了重建，以对军事运输列车进行编组；而在罗森海姆－库夫施泰因铁路上，罗森海姆南整备站于1942年秋季开幕。随后，罗森海姆南分支点也于1942年9月11日开放，这使得往库夫施泰因方向上的列车允许直接进出，并配备调度员。由于其战略重要性，自1944年10月20日起，罗森海姆成为盟军13次空袭的目标。在1945年4月18、19和20日的空袭中，车站的整个轨道设施都被摧毁，铁路运营因此中断。只有个别行政建筑和铁路邮局大致没有受到破坏。

#### 战后时期
自1945年5月18日起，开始有美军的个别列车在一些经修复的轨道上驶往弗赖拉辛。直至1950年，整个轨道设施才得到重建。罗森海姆南站仅用于存放列车。为了替换被摧毁的车站大楼，当局在站前广场临时建造了两个寮屋，用于行李托运和售票。仍旧保存完好的车站大楼东翼则被用作美国占领区的“铁路运输办公室”（Railway Transport Office），并自1950年起成为车站餐厅。德国联邦铁路缺乏足够的资金来建造新的车站大楼，因而得到了巴伐利亚州的资助。1952年，西翼的车站大楼开始建造，至1954年完工。在旧车站大楼的其余部分被拆除后，新建筑于1957年7月27日开放。它共耗资200万德国马克。1957年12月9日，两个按钮式信号所取代了六个机械式信号所。调度员的信号机采用DrS型式，编组信号机则采用DrS0型式。联邦铁路共为此负担了209万德国马克的费用。
同样在第二次世界大战中被摧毁的铁路天桥，其重建由于财政原因而一再推迟。直至1954年，造价约为205000马克的人行天桥才开始动工。所需资金由铁路、罗森海姆市和克莱珀工厂共同分担。新的“克莱珀天桥”全长137米、高8米，使用了将近95吨的钢材和140立方米的混凝土。其通行仪式于1954年7月2日举行。

#### 至2009年的车展发展
自1967年5月起，奥地利联邦铁路的回廊列车开始在罗森海姆经由大德意志之角运行。从萨尔茨堡通往因斯布鲁克的列车，需要在罗森海姆换向，但禁止旅客乘降，然后继续驶往库夫施泰因。在1960年代末，一些通往意大利的货运列车未能得到意大利当局的许可，意大利国家铁路拒绝许多列车继续行驶。因此，大量的货运列车被迫停放在慕尼黑周边地区，其中包括罗森海姆车站南侧存车线。列车的继续行驶延误了数月之久，直至它们获准进入意大利。1972年之后，由于既有轨道不再充足，因此列车的存放成为难以解决的问题。1976年1月8日，南侧存车线往库夫施泰因方向的出口方案开始动工，至1977年12月19日完成。在接下来的几年中，情况有所改善。接触网工务段于1982年1月1日关闭，其办公建筑也被拆除。1982年2月8日，罗森海姆曲线建成通车，自此，奥铁回廊列车便不再需要在罗森海姆车站进行换向作业。
车站于1983年成为枢纽站。为此，特劳恩施泰因枢纽于1988年9月25日被合并至罗森海姆管理区，由罗森海姆车站负责处理特劳恩施泰因车站的列车编组及短途货运业务。1992年，弗赖拉辛车站也被并入罗森海姆车站的管理范围。罗森海姆车辆段于1990年7月1日停运，而车站的行包房也于1998年关闭。几年后，德铁货运罗森海姆车站成为德铁货运米尔海姆车站的处所。因此，德铁货运米尔海姆车站改由罗森海姆进行管理。2003年，通往内城的支线轨道被废弃。

#### 为州立园艺展的改造

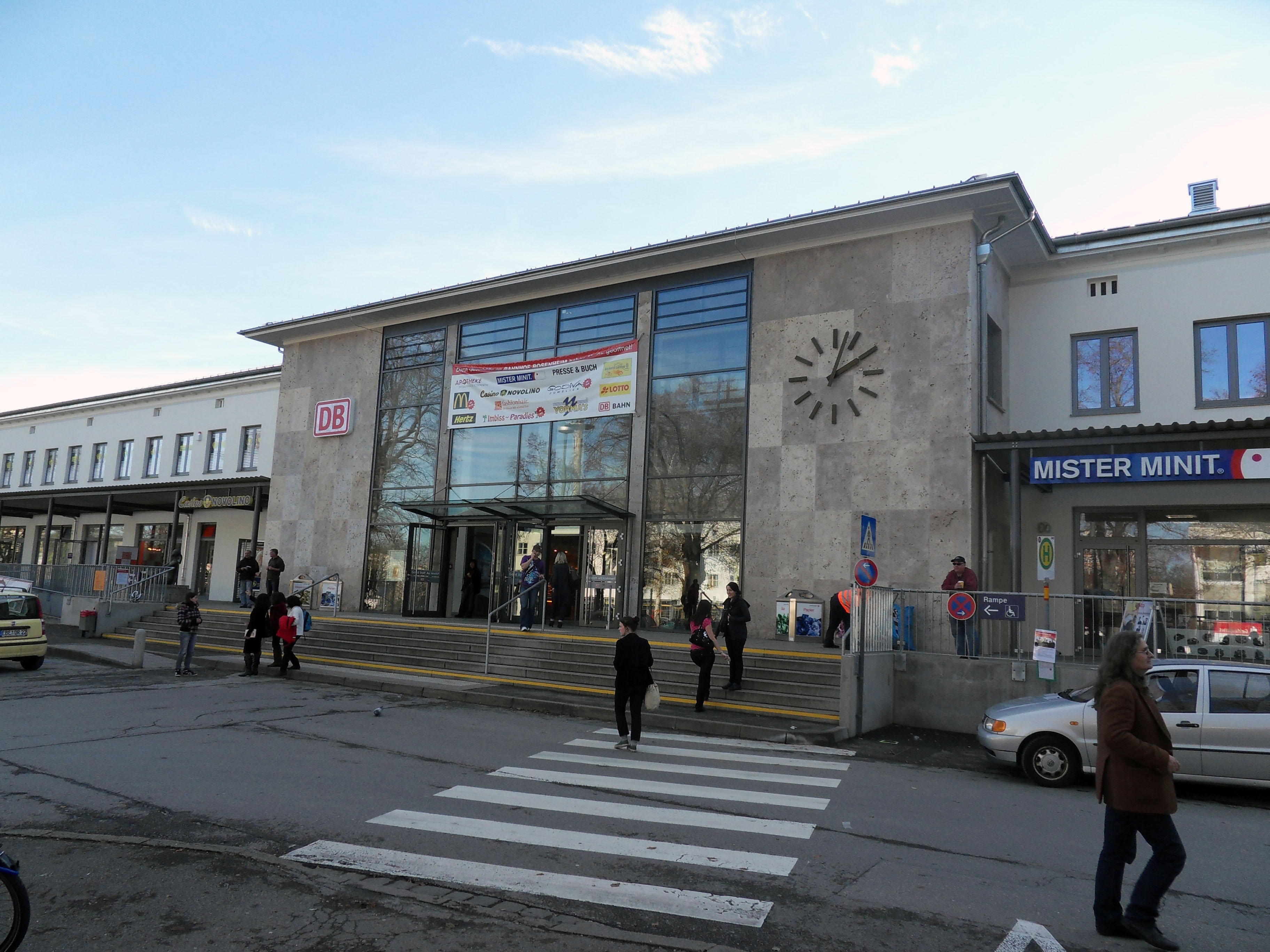
翻新后的车站外观

为了迎接2010年罗森海姆州立园艺展，罗森海姆市与德国铁路在两年半的时间内斥资近4000万欧元，对罗森海姆车站的客运部分进行了整体翻新。整座车站大楼都得到了修缮和能源改造。通过建设工程，车站大楼的天然能源需求量减少了90%，使罗森海姆车站成为了节约能源的经济提振计划的领跑者。因此，该建筑于2010年便已符合2012版能源节约条例的要求。除了加高站台和更换站台顶篷，车站大楼内还可以提供更大的面积用于零售。由于安装了导盲砖以及通往站台的四台升降机，客运站被设计为适合残障人士使用。此外，已过时的地下通道被新延长的站台地下道所取代，它可以连接至车站南部、此时已经过大幅扩建的停车换乘设施。那里如今设有逾400个通勤停车位和280个有篷单车位。2017年4月，老旧的人行天桥——克莱珀天桥被拆除。

#### 难民危机
自2015年起，罗森海姆车站就成为了德国难民危机的焦点。布伦纳通道和巴尔干通道在这里汇合。2015年夏天，每天都有数百名寻求政治避难者在此接受警方登记。为了应对日益增加的移民，联邦国防军和技术救济署于2015年9月设立了帐篷，用于难民登记。此外，由于难民涌入的人数过多，萨尔茨堡至罗森海姆间以及库夫施泰因至罗森海姆间的列车服务一度曾暂停行驶。

### 事故
罗森海姆车站自启用以来，共发生过两起重大事故：
- 1891年3月16日，一列从霍尔茨基兴驶来的503次旅客列车与一列货运列车的机车侧向相撞。由于机车和部分车厢倾覆，造成4人受伤，机车及路轨严重受损。
- 1970年5月29日，一列载有化学制品的货运列车司机因看漏了进站信号，撞向了另一列前往萨尔茨堡的货运列车，导致站内发生大火。

## 构造

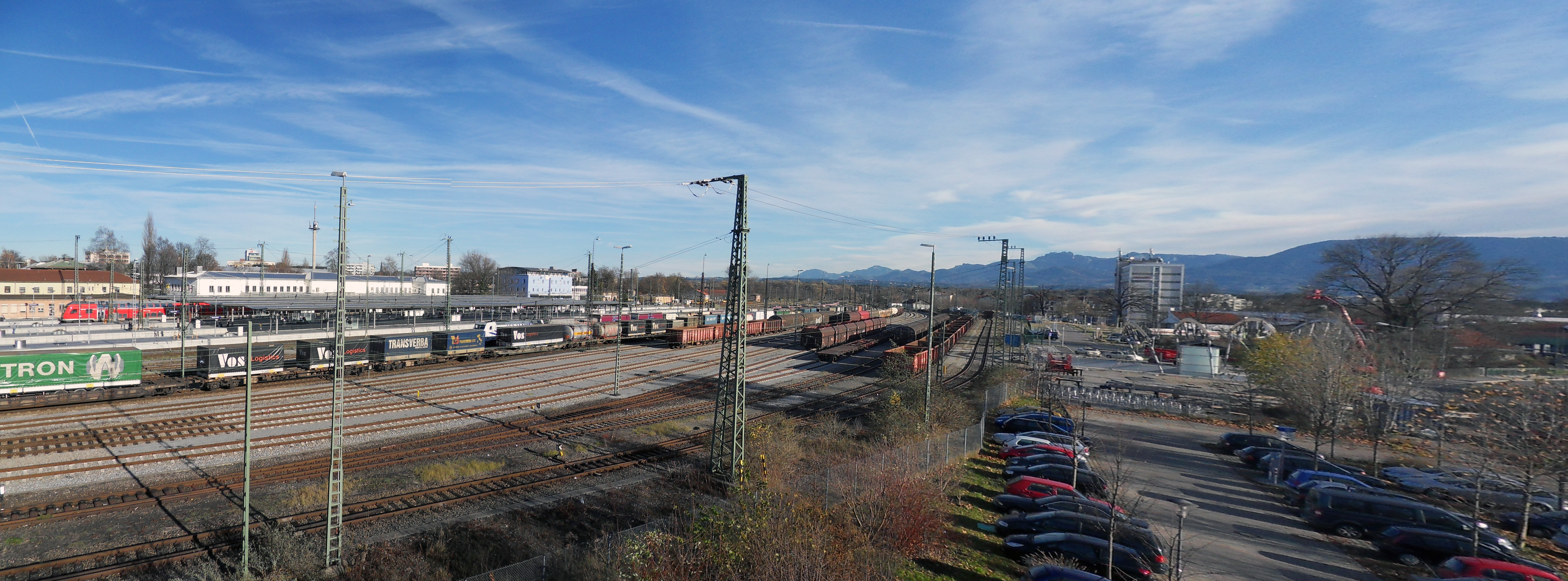
车站全景

### 站房

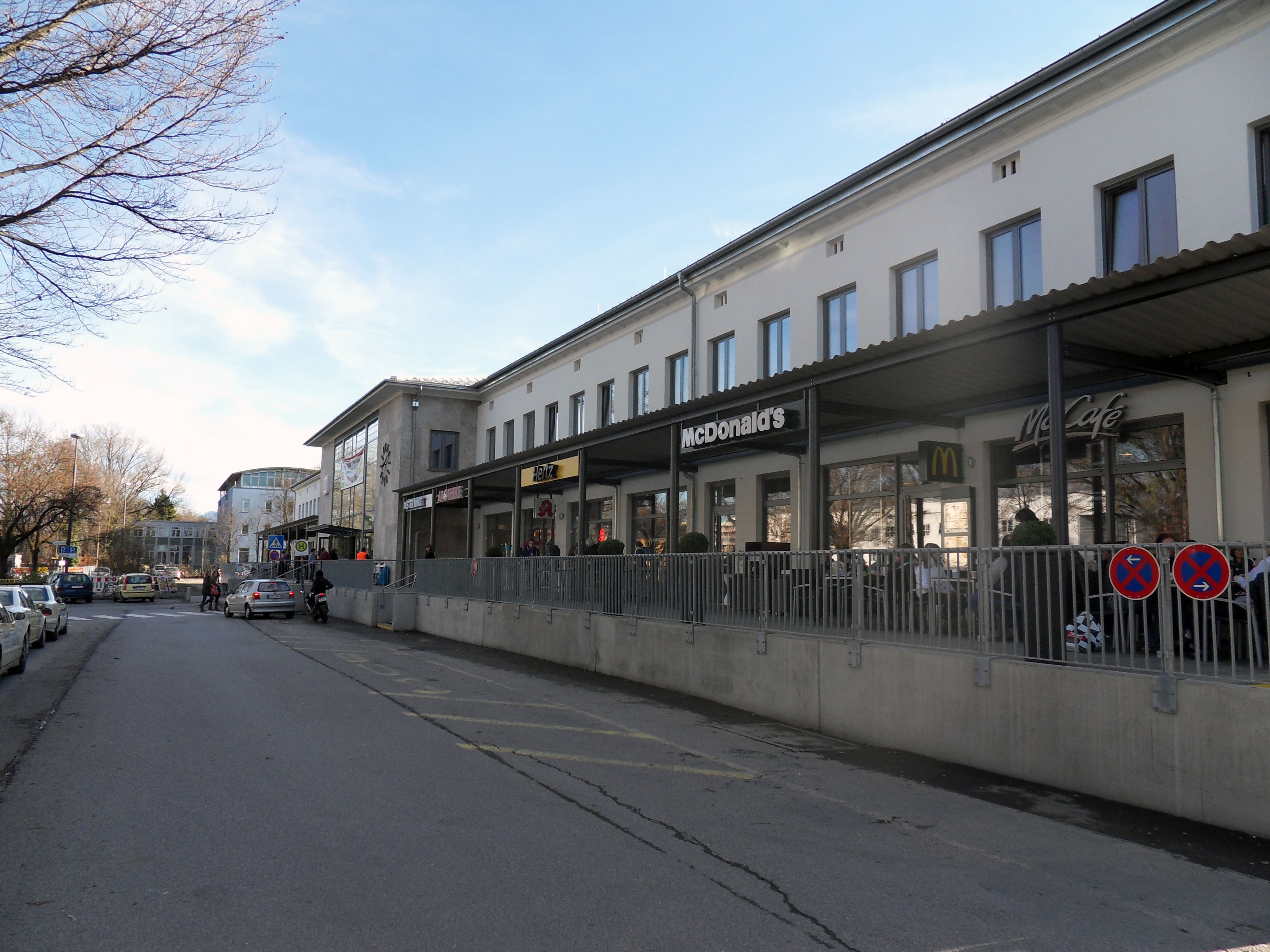
翻新后的车站大楼北视图

旧的车站大楼于第二次世界大战中被摧毁，它在重建时被临时搭建的木制寮屋所取代。新的永久性建筑于1952年开建。西翼于1954年完工，但在翼楼完工后，已无剩余资金用作建筑的其余部分。在已落成的空间内，分别设置车站管理和各部门办公室，以及行包房。1957年开放的车站大楼位于南蒂罗尔广场的中心，这是站前大街的主出入口，因此该建筑与城市景观融为一体，并从远处可见。接待大厅设有座位，以及一个服务点和显示实时时刻表的液晶大屏幕。此外，在侧翼还设有订票中心、快餐店、面包店、玩具及文具店。车站大厅装饰有艺术品和绘画，其中包括“建筑的艺术”（Kunst am Bau）项目；南侧则展现有陶瓷马赛克。站前广场则陈设有雕塑家玛丽安娜·吕迪克的青铜雕塑作品。这些作品本名为“坐着的女孩”（Sitzendes Mädchen），但常常被称作“车站之子”（Bahnhofs-Zenzi）。

### 信号所
直至1957年，车站范围内还存在有多个信号机和信号箱。它们被集成至两个信号所之中。名为“罗森海姆调度员”（Rosenheim Fahrdienstleiter）的信号所于1957年12月投入运行，其款式为西门子设计的Dr S1型按钮式信号所。另一个按钮式信号所同样于1957年建于轨道设施的东侧。1977年，它们以西门子SpDrS-60型中继信号所的形式进行了扩展，用于远程控制罗森海姆南、罗森海姆东和兰德尔等道岔。2003年11月16日，两个中继信号所被替换为一个电子信号所，可以远程控制劳布灵、布拉嫩堡、费希巴赫、上奥多夫、基弗斯费尔登、巴特恩多夫以及基姆湖畔普林等车站。自2005年3月2日起，罗森海姆电子信号所已由慕尼黑运营中心进行控制。

### 基础设施

车站核心区域

#### 站台

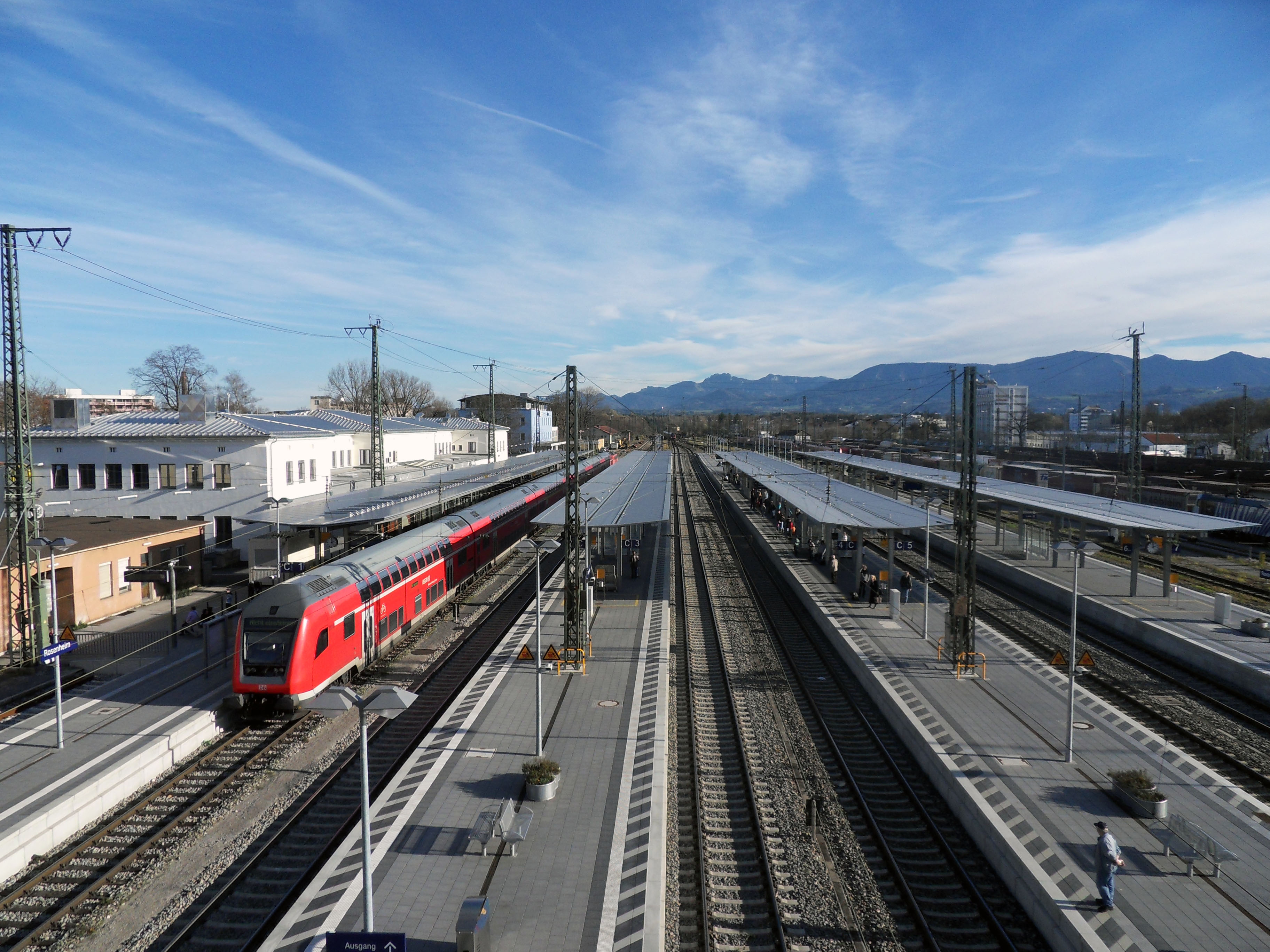
轨道设施

罗森海姆车站有八条站台轨道分布在四个站台边上，其中包括一条从侧与屋式站台相连的尽头线。所有站台（1a道除外）均在中部有133米长的顶篷覆盖并配备数码发车牌。所有的岛式站台都可通过行人隧道与屋式站台及车站南侧的出口相连。升降机可以实现无障碍进出站台。
| 轨道 | 有效长度（米） | 站台高度（厘米） | 当前用途                                     |
| ---- | -------------- | ---------------- | -------------------------------------------- |
| 1a   | 120            | 55               | 来往于米尔多夫、因河畔瓦瑟堡方向的短途列车   |
| 1    | 320            | 76               | 来自萨尔茨堡、往慕尼黑方向的短途及长途列车   |
| 2    | 405            | 76               | 来自萨尔茨堡、往慕尼黑方向的长途列车         |
| 3    | 405            | 76               | 来自库夫施泰因、往慕尼黑方向的短途及长途列车 |
| 4    | 405            | 76               | 往弗赖拉辛/萨尔茨堡方向的短途及长途列车      |
| 5    | 405            | 76               | 往库夫施泰因方向的短途及长途列车             |
| 6    | 320            | 76               | 往霍尔茨基兴方向的短途列车                   |
| 7    | 320            | 76               | 往库夫施泰因方向的短途列车（很少使用）       |

#### 铁路线

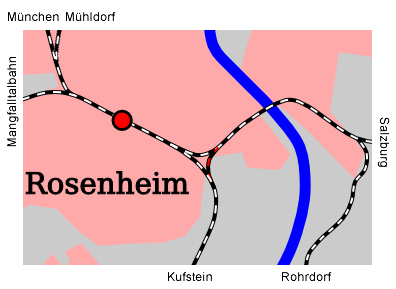
罗森海姆铁路网络图

罗森海姆车站汇集了多条铁路线。其中慕尼黑－罗森海姆铁路（VzG 5510）、罗森海姆－萨尔茨堡铁路（VzG 5703）和罗森海姆－库夫施泰因铁路（VzG 5702）是国际性电气化复线铁路。它们可以以高达160 公里/小时的最高速度行驶。此外，还有一条非电气化的干线铁路从罗森海姆经由因河畔瓦瑟堡延伸至米尔多夫（VzG 5700）。它主要使用巴伐利亚东南铁路的628型柴油动车组通行。另一条电气化的干线铁路是曼格法尔河谷铁路（Vzg 5622），它从罗森海姆经由十字街通往霍尔茨基兴。这是巴伐利亚马克西米利安铁路的原始线路，由梅里迪安运营，截至2013年底使用的车辆为425型电力动车组。
从罗森海姆起讫的行车大纲线路有：
- KBS 944[46]通往瓦瑟堡–米尔多夫
- KBS 950[47]通往库夫施泰因 / 格拉芬–慕尼黑
- KBS 951[48]通往特劳恩施泰因–弗赖拉辛–萨尔茨堡 / 格拉芬–慕尼黑
- KBS 958[49]通往十字街–霍尔茨基兴

## 运输联系

### 长途运输
城际快车90号线在慕尼黑至维也纳及布达佩斯之间提供两小时1班的服务。罗森海姆车站每小时都会有一班城际列车或欧城列车停靠。欧城列车62号线和32号线都在该站办客，并在斯图加特至萨尔茨堡间共同构成两小时一班的发车频率。其中，62号线的一对从慕尼黑往返于克拉根福的班次已改为锐捷列车担当，另有两对从法兰克福始发并继续前往克拉根福和格拉茨，第三对则是在萨尔布吕肯始发并终到于格拉茨。在32号线，则开行有每日1对从北莱茵-威斯特法伦州出发前往克拉根福的列车，名为“韦尔特湖号”。 欧城列车89号线也在慕尼黑至维罗纳间提供两小时1班的服务，此外还有2对列车在每天发往博洛尼亚。城际列车26号线每天都有一对列车在汉堡-阿尔托纳至贝希特斯加登间行驶，名为“国王湖号”；在工作日则开行有汉堡往返于因斯布鲁克或蓬高地区施瓦察赫的加密班次，以城际快车担当。城际列车60号线在在卡尔斯鲁厄至萨尔茨堡间提供每日一对班次。在夜车方面，夜捷列车提供多班往返于德国至奥地利和意大利间的班次。
| 路线   | 经由 | 经由 | 频率      |
| ------ | --- | --- | --------- |
| ICE 26 | 汉堡 － 汉诺威 － 卡塞尔-威廉丘 － 富尔达 － 维尔茨堡 － 奥格斯堡 － 慕尼黑 － 罗森海姆 － 沃格尔 － 因斯布鲁克 / 施瓦察赫-圣法伊特                                                          | 汉堡 － 汉诺威 － 卡塞尔-威廉丘 － 富尔达 － 维尔茨堡 － 奥格斯堡 － 慕尼黑 － 罗森海姆 － 沃格尔 － 因斯布鲁克 / 施瓦察赫-圣法伊特                                                          | 个别班次  |
| RJ 62  | 慕尼黑 － 罗森海姆 － 萨尔茨堡 － 菲拉赫 － 克拉根福 | 慕尼黑 － 罗森海姆 － 萨尔茨堡 － 菲拉赫 － 克拉根福 | 每日1班   |
| RJ 89  | 慕尼黑 － 罗森海姆 － 沃格尔 － 因斯布鲁克 － 布卢登茨 － 费尔德基希 | 慕尼黑 － 罗森海姆 － 沃格尔 － 因斯布鲁克 － 布卢登茨 － 费尔德基希 | 每日1班   |
| RJ 90  | （法兰克福 － 曼海姆 － 斯图加特 － 乌尔姆 － 奥格斯堡 －） 慕尼黑 － 罗森海姆 － 萨尔茨堡 － 林茨 － 维也纳 － 海吉什豪洛姆 － 杰尔 － 陶陶巴尼奥 － 布达佩斯东                             | （法兰克福 － 曼海姆 － 斯图加特 － 乌尔姆 － 奥格斯堡 －） 慕尼黑 － 罗森海姆 － 萨尔茨堡 － 林茨 － 维也纳 － 海吉什豪洛姆 － 杰尔 － 陶陶巴尼奥 － 布达佩斯东                             | 两小时1班 |
| IC 26  | （弗伦斯堡 －） 汉堡 － 汉诺威 － 卡塞尔-威廉丘 － 富尔达 － 维尔茨堡 － 奥格斯堡 － 慕尼黑 － 罗森海姆 － 贝希特斯加登                                                                      | （弗伦斯堡 －） 汉堡 － 汉诺威 － 卡塞尔-威廉丘 － 富尔达 － 维尔茨堡 － 奥格斯堡 － 慕尼黑 － 罗森海姆 － 贝希特斯加登                                                                      | 每日1班   |
| EC 32  | 多特蒙德 － 波鸿 － 埃森 － 杜伊斯堡 － 杜塞尔多夫 － 科隆 － 波恩 － 科布伦茨 － 美因茨 － 曼海姆 － 斯图加特 － 乌尔姆 － 奥格斯堡 － 慕尼黑 － 罗森海姆 － 萨尔茨堡 － 菲拉赫 － 克拉根福 | 多特蒙德 － 波鸿 － 埃森 － 杜伊斯堡 － 杜塞尔多夫 － 科隆 － 波恩 － 科布伦茨 － 美因茨 － 曼海姆 － 斯图加特 － 乌尔姆 － 奥格斯堡 － 慕尼黑 － 罗森海姆 － 萨尔茨堡 － 菲拉赫 － 克拉根福 | 每日1班   |
| IC 60  | 卡尔斯鲁厄 － 布鲁赫萨尔 － 斯图加特 － 乌尔姆 － 奥格斯堡 －慕尼黑 （－ 罗森海姆 － 萨尔茨堡）                                                                                              | 卡尔斯鲁厄 － 布鲁赫萨尔 － 斯图加特 － 乌尔姆 － 奥格斯堡 －慕尼黑 （－ 罗森海姆 － 萨尔茨堡）                                                                                              | 个别班次  |
| EC 62  | 法兰克福 － 海德堡 － | 斯图加特 － 乌尔姆 － 奥格斯堡 －慕尼黑 － 罗森海姆 － 萨尔茨堡 － 克拉根福 / 格拉茨 | 每日3班   |
| EC 62  | 萨尔布吕肯 － 曼海姆 － | 斯图加特 － 乌尔姆 － 奥格斯堡 －慕尼黑 － 罗森海姆 － 萨尔茨堡 － 克拉根福 / 格拉茨 | 每日3班   |
| EC 89  | 慕尼黑 － 罗森海姆 － 沃格尔 － 因斯布鲁克 － 布伦内罗 － 波尔查诺 － 特伦托 － 维罗纳 － 博洛尼亚                                                                                           | 慕尼黑 － 罗森海姆 － 沃格尔 － 因斯布鲁克 － 布伦内罗 － 波尔查诺 － 特伦托 － 维罗纳 － 博洛尼亚                                                                                           | 两小时1班 |

### 区域运输

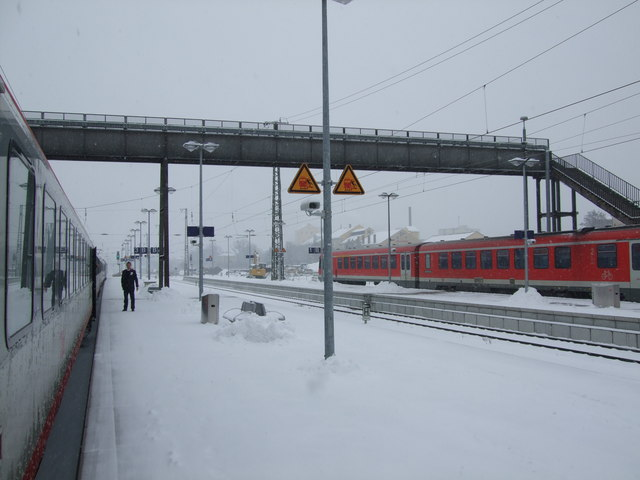
冬季的车站月台

罗森海姆车站是区域运输的完整枢纽。每个小时都会有一班从慕尼黑、萨尔茨堡、霍尔茨基兴、瓦瑟堡或米尔多夫和库夫施泰因出发的区域列车到达车站。 它们大约在同一时间进站，并在数分钟后再次出发。
2010年4月15日，巴伐利亚铁路公司（BEG）公布了“罗森海姆快速网络”（E-Netz Rosenheim）的招标结果，该网络包括从慕尼黑至库夫施泰因和萨尔茨堡的铁路线以及曼格法尔河谷铁路。威立雅运输，即如今的法国交通发展集团赢得了该经营合同，并于2013年12月15日以“梅里迪安”品牌取代了之前的运营商德铁区域巴伐利亚。
| 类别 | 经由                                                                                     | 发车频率        |
| ---- | ---------------------------------------------------------------------------------------- | --------------- |
| RB   | 罗森海姆 － 瓦瑟堡 （－ 米尔多夫 － 兰茨胡特 / 布格豪森 / 辛巴赫 / 弗赖拉辛）            | 每小时1班       |
| M    | 慕尼黑 － 罗森海姆 － 巴特恩多夫 － 基姆湖畔普林 － 特劳恩施泰因 － 弗赖拉辛 － 萨尔茨堡 | 每小时1班       |
| M    | 慕尼黑 － 罗森海姆 － 巴特恩多夫 － 基姆湖畔普林 － 特劳恩施泰因                         | 每日4班         |
| M    | 慕尼黑 － 格拉芬 － 罗森海姆 － 库夫施泰因                                               | 每小时1班       |
| M    | 罗森海姆 － 巴特艾布灵 － 布鲁克米尔 － 十字街 －霍尔茨基兴                              | 每小时1班       |
| M    | 罗森海姆 － 巴特艾布灵 － 布鲁克米尔 － 十字街 － 霍尔茨基兴 － 戴森霍芬 － 慕尼黑       | 高峰期每小时1班 |

### 货物运输
罗森海姆周边地区只剩数家工厂需要通过铁路运输货物，其中包括当地仅有的罗尔多夫水泥厂。为了将其通过铁路进行操作，通常需要在罗森海姆更换机车。此外，曼格法尔河谷铁路也开办有几班地方性货列通往规模较小的工厂，这些列车可以在罗森海姆重新编组，以进行进一步的行程。德铁货运在罗森海姆周边地区的货运业务日益增多。在2008年，平日有最高150班货运列车经过该站。其中约有50班是在慕尼黑－萨尔茨堡线路运行，并继续开往土耳其、希腊、卢布尔雅那和的里雅斯特。慕尼黑－库夫施泰因线路每天则有约100班货列。这些由TX物流承运的列车主要从慕尼黑东站通往维罗纳（布伦纳通道）。

### 私车及巴士运输连接
车站位于罗森海姆运输公司运营的集团网络内，并通过大量的区域及市内公交线与巴士运输相连。车站还提供夜间巴士快线，使旅客得以在周末和节假日夜间继续衔接出行。车站大楼西北侧设有收费的停车换乘设施，共提供逾400个通勤车位。此外，车站的两个出口处均设有的士站。

## 未来发展
在2011年的房地产博览会上，罗森海姆市提出了一个在轨道南侧和北侧土地的运用规划。因此，站前广场应自2013年起根据城市的预算资金进行重新设计。2011年7月27日，市议会还批准了轨道设施以北6公顷棕地的城市发展概念，它将提供商业、旅游业、手工业和服务业设施。未来，轨道南侧的20公顷用地也将获得重新发展。这里将规划建立一个教育、研究和科技产业园区。此外，在车站西侧还应新建一座无障碍行人和自行车天桥，旨在将城市南部与内城更好的衔接在一起。